# Stari trg, Ivančna Gorica
Stari trg je naselje v Občini Ivančna Gorica.